# Bible Holiness Movement
Bible Holiness Movement (BHM) är ett evangelikalt trossamfund bildat 1949 som Bible Holiness Mission, av biskop Wesley H. Wakefield som fortfarande är kyrkans internationelle ledare. Kyrkans nuvarande namn antogs 1971.
Kyrkan växte fram ur det missionsarbete som Wakefields far, pastor William James Elijah Wakefield startat sedan han lämnat Frälsningsarmén, bland annat på grund av att han tillämpade sakramentsförvaltning.
BHM har sitt internationella högkvarter i Vancouver i Kanada. Man har också verksamhet i USA, Filippinerna, Sri Lanka, Sydkorea, Egypten, Ghana, Indien, Kenya, Liberia, Malawi, Nigeria, Tanzania, Uganda och Zambia. Man har omkring 90 000 medlemmar i världen.
BHM tillhör Christian Holiness Partnership, Evangelicals for Social Action och National Black Evangelical Association.